# Gyula Kellner
Gyula Kellner, född 11 april 1871 i Budapest, död 28 juli 1940 i Szolnok, var en ungersk friidrottare. Han tävlade i Olympiska sommarspelen 1896 i Aten.
Kellner var en av de 17 friidrottare som startade det första maratonloppet (det första moderna olympiska maratonet). Han slutade först på fjärde plats, men när tredjeplatsaren Spyridon Belokas blev påkommen med att ha fuskat genom att ta sig igenom loppet med annat än genom sprint, fick Kellner tredjeplatsen. Sluttiden var 3:06.35.